# Schizonotus rotundiventris
Schizonotus rotundiventris är en stekelart som först beskrevs av Girault 1917.  Schizonotus rotundiventris ingår i släktet Schizonotus och familjen puppglanssteklar. Inga underarter finns listade i Catalogue of Life.